# قلعه لولورث
قلعه لالورث (انگلیسی: Lulworth Castle) در دورست در جنوب انگلستان واقع شده‌است. این قلعه بین سال‌های ۱۵۸۸ تا ۱۶۰۹ میلادی ساخته شد.